# Hantavirusvaccine
Hantavirusvaccine er en vaccine der beskytter mennesker mod hantavirusinfektioner, som forårsager hantavirus hæmoragisk feber med renalt syndrom (HFRS) eller hantavirus pulmonalt syndrom (HPS). Vaccine opfattes som vigtig eftersom akutte hantavirusinfektioner er ansvarlige for betydelige sygdomsrater og dødeligheder på verdensplan. Det anslås at hantavirusinfektioner var skyld i omkring 1,5 millioner sygdomstilfælde og 46.000 dødsfald i Kina fra 1950 til 2007. Det anslås at der var 32.000 sygdomstilfælde i Finland fra 2005 til 2010 og 90.000 i Rusland fra 1996 til 2006.
Den første hantavirusvaccine blev udviklet i 1990 og den var i første omgang rettet mod Hantaan River virus, som forårsager en af de værste former for HFRS. Det anslås at der i Kina hvert år gives to millioner doser vaccine, som er udvundet af gnaver-hjerne eller celle-kultur. Den udbredte brug af vaccine kan være medvirkende til et markant lavere antal nye tilfælde af HFRS i Kina. I 2007 var der mindre end 20.000 nye tilfælde i Kina.
Andre hantavira, hvor der bruges vaccine inkluderer Seoulvirus (SEOV). Vaccinen anses ikke som effektiv mod europæiske hantavira som Puumalavirus (PUUV) og Dobrava-Belgradevirus (DOBV). Vaccinens farmaceutiske handelsnavn er Hantavax. Anno 2013 var ingen hantavirusvacciner godkendte til brug i Europa eller USA. A phase 2 study on a human HTNV/PUUV DNA hantavirus vaccine is ongoing.
Foruden Hantavax-vaccinen er der forsket i tre øvrige vacciner på fase 1 og 2 niveau. Disse forsøg inkluderer en rekombineret vaccine og vaccine udvundet fra HTNV og PUUV virus.